# Baud (Francia)
Baud (in bretone: Baod) è un comune francese di 6 002 abitanti situato nel dipartimento del Morbihan nella regione della Bretagna.

## Società

### Evoluzione demografica
Abitanti censiti